# Elvira Quintillá
Elvira Quintillá Ramos (Barcelona, 19 de septiembre de 1928-Madrid, 27 de diciembre de 2013) fue una actriz y cantante española.

## Biografía
Debutó en el teatro en 1941 y en sucesivos años se integró en diversas compañías, entre ellas la de Conchita Montes. En 1947 contrajo matrimonio con el actor José María Rodero.
Rodó su primera película, Fin de curso, en 1943 a las órdenes de Ignacio F. Iquino. Con una filmografía no demasiado extensa (no supera los cuarenta títulos), intervino sin embargo en algunas de las cintas más destacadas de la historia del séptimo arte en España. Especialmente notable fue el papel de la Señorita Eloísa, la maestra de Bienvenido Mr. Marshall (1952), de Luis García Berlanga. El año 1952 interpretó junto a su marido Concierto mágico, film dirigido por Rafael J. Salvia y rodado íntegramente en Cataluña.
Otras de las películas importantes en su carrera fueron Esa pareja feliz (1951), de Berlanga y Bardem Viaje de novios (1956) de León Klimovski; Plácido (1961), de Berlanga; El abuelo tiene un plan (1972), de Pedro Lazaga y La colmena (1982), de Mario Camus.
Alcanzó la cumbre de su popularidad en la década de los sesenta gracias a sus apariciones en televisión. Durante esa etapa protagonizó algunas de las series de mayor éxito de Televisión Española, como Tercero izquierda (1962-1963), de Noel Clarasó, junto a José Luis López Vázquez o Escuela de maridos (1963-1965), de Francisco Prosper, y su continuación, Escuela de matrimonios (1967). Posteriormente participó en la serie El olivar de Atocha (1989).
En teatro intervino, entre otros montajes, en Cuando llegue el día (1952), de Joaquín Calvo Sotelo, La gaviota (1981), de Anton Chéjov y  Los intereses creados (1992), de Jacinto Benavente, dirigida por Gustavo Pérez Puig.

## Premios
Medallas del Círculo de Escritores Cinematográficos
| Año  | Categoría               | Película                | Resultado |
| ---- | ----------------------- | ----------------------- | --------- |
| 1953 | Mejor actriz secundaria | Juzgado permanente      | Ganadora  |
| 1955 | Mejor actriz secundaria | El guardián del paraíso | Ganadora  |

- Aunque es poco conocido, también ganó el 1.er Premio de Interpretación (ex aequo con el grupo Los Iruñako) del 2º Festival de Benidorm, en 1960.